# 都野津町
都野津町（つのづまち）は、かつて島根県那賀郡に属していた町である。

## 地理
江津市西部沿岸部にあたり、西部・南部を二宮地区に囲まれている。さらに内陸部へすすむと、千田町・跡市町・有福温泉へと辿り着くことができる。
北は日本海に面した海岸段丘、南部は「都野津層」と呼ばれる、良質の粘土層のある丘陵で、（500年の歴史を持ち、山陽・近畿地方への販路を有し、近年はアメリカへも輸出されている） 石州瓦の窯業団地が形成されている。江戸時代中頃から明治にかけて、中国地方で活躍した「都野津商人」と呼ばれた衣料の行商の故郷としても知られている。

## 歴史
- 1889年（明治22年）4月1日 - 町村制施行により那賀郡都野津村が村制施行し、都野津村が発足。
- 1922年（大正11年）4月1日 - 町制施行して都野津町が発足。
- 1954年（昭和29年）4月1日 - 那賀郡江津町、川波村、二宮村、跡市村、浅利村、松川村、川平村、江東村と合併して江津市を新設して消滅。

## 交通

### 鉄道
- 山陰本線
  - 都野津駅

### 道路
国道
- 国道9号

※ 合併後、 島根県道297号皆井田江津線が指定され、起点が西端部に設定された。